# Fernandezina ilheus
Espèce
Fernandezina ilheus est une espèce d'araignées aranéomorphes de la famille des Palpimanidae.

## Distribution
Cette espèce est endémique de l'État de Bahia au Brésil,. Elle se rencontre à Ilhéus.

## Description
Le mâle holotype mesure 2,46 mm.

## Étymologie
Son nom d'espèce lui a été donné en référence au lieu de sa découverte, Ilhéus.

## Publication originale
- Platnick, Grismado & Ramírez, 1999 : On the genera of the spider subfamily Otiothopinae (Araneae, Palpimanidae). American Museum Novitates, no 3257, p. 1-25 (texte intégral).